# Frédéric van den Steen de Jehay
Frédéric van den Steen de Jehay, né à Gand le 22 juin 1858 et décédé à Vinkem le 7 octobre 1918, est un homme politique et diplomate belge.

## Biographie
De 1888 à 1897, il fut attaché au cabinet de Léopold II. Il devint ensuite conseiller de la légation belge à Constantinople (1897-1905), avant d'être ministre résident de Belgique à Luxembourg (1908-1916). Envoyé extraordinaire et ministre plénipotentiaire à Luxembourg de 1907 à 1914. Chef du cabinet civil du roi Albert Ier de 1916 à sa mort.

## Distinctions honorifiques
- Commandeur de l'Ordre de Léopold
- Croix civique de 1re classe
- Médaille Commémorative du Règne de Léopold II
- Grand Croix de l'Ordre d'Adolphe de Nassau de Luxembourg, de l'Ordre de l'Aigle Blanc et de l'Ordre de la Croix de Takovo de Serbie,
- Grand Officier de l'Ordre du Sauveur de Grèce et de l'Ordre du Double Dragon de Chine,
- Officier de l'Ordre du Couronne de Chêne de Luxembourg et de l'Ordre de la Couronne d'Italie,
- Chevalier de l'Ordre de la Légion d'Honneur de France et de l'Ordre de la Rose de Brésil.

## Famille
Frédéric van den Steen de Jehay est le fils de Victor Marie Auguste Philippe, comte van de Steen de Jehay (Liège, 25 mars 1822 - Gand, 16 février 1912 ), bourgmestre d'Uytberghen et de Victorine Marie Ghislaine comtesse de Lichtervelde (16 septembre 1825-1871). Le couple eut 4 autres enfants en plus de Frédéric.
Arbre simplifié
- Amand-Charles-Herman-Joseph van den Steen de Jehay (Liège, 29 mars 1781 - Rome, 13 mai 1846).
  - Louis van den Steen de Jehay (15 février 1812 - château de Losange, 17 juillet 1864).
  - Victor Marie Auguste Philippe van de Steen de Jehay (Liège, 25 mars 1822 - Gand, 16 février 1912 (à 89 ans)), bourgmestre d'Uytberghen et de Victorine Marie Ghislaine comtesse de Lichtervelde (16 septembre 1825-1871)
    - Hermann Amaury Charles Marie Joseph Ghislain van den Steen de Jehay (Gand, 22 juillet 1850 - 1889).
    - Maria Héléna Colette Joséphine Ghislaine van den Steen de Jehay (Gand, 8 février 1852 - 1872).
    - Werner Marie Joseph Ghislain van den Steen de Jehay (Gand, 11 juillet 1854).
    - Frédéric van den Steen de Jehay (1858-1918)
    - Fernand Marie Ghislain van den Steen de Jehay (Gand, 2 février 1865 - 1868).